# Val-de-Marne
Le Val-de-Marne (prononcé : /val.də.maʁn/) est un département français inclus dans la métropole du Grand Paris et qui fait partie de la région Île-de-France. Il est nommé ainsi car la Marne coule sur son territoire. La préfecture du département est Créteil, et les deux sous-préfectures sont L'Haÿ-les-Roses et Nogent-sur-Marne. 
Il est limitrophe des départements de la Seine-Saint-Denis au nord-est, de Seine-et-Marne à l'est, de l'Essonne au sud, des Hauts-de-Seine à l'ouest et de Paris au nord-ouest.
L'Insee et la Poste lui attribuent le code 94.

## Histoire

Ancien département de la Seine dont une partie a permis de créer le Val-de-Marne (en orange).

Revenu disponible médian en 2018.
Le département du Val-de-Marne se caractérise par des inégalités de revenus importantes selon les communes (le centre du département concentre des revenus modestes, ses franges sont nettement plus aisées).
< 19 500 €
de 19 500 € à 25 000 €
de 25 000 € à 32 500 €
> 32 500 €

Le département du Val-de-Marne a été créé le 1er janvier 1968, en application de la loi du 10 juillet 1964, conformément au décret d'application du 25 février 1965, à partir de la partie sud-est de l'ancien département de la Seine (29 communes) et d'une petite portion de celui de Seine-et-Oise (18 communes).
Le Val-de-Marne, à la différence de la Seine-Saint-Denis, est un département très contrasté qui comprend des territoires que tout oppose, et qui compte à la fois nombre de communes de l'ancienne banlieue rouge et des communes beaucoup plus résidentielles (bords de Marne) ou beaucoup plus péri-urbaines, marquées par l'histoire de la ruralité et des espaces forestiers (des communes issues de l'ancienne Seine-et-Oise). À la création du département, ce dernier compte 1 121 319 habitants, principalement logés dans de petits pavillons de banlieue construits entre la fin du XIXe siècle et les années 1930, et de grands ensembles dont la mise en chantier débute au sortir de la Seconde Guerre mondiale. La préfecture, Créteil, bénéficie d'un programme d'urbanisme particulier : le « Nouveau Créteil ».
Le pari politique à la création du département était de mélanger populations aisées, sur les franges du territoire, et populations ouvrières, au centre, afin de laisser une chance aux partis de droite de contrôler le conseil général. Il s'agit donc d'une construction politique.
Le pari est gagné lors des élections cantonales de 1970 avec la victoire des listes gaullistes aux élections cantonales. L'UDR Roland Nungesser devient président du Conseil général à la place du communiste Gaston Viens (premier président du conseil général, élu à la surprise générale). Le département bascule pourtant à gauche lors des élections cantonales de 1976 avec l'élection du communiste Michel Germa le 18 mars 1976 à la présidence du Conseil général. Le poids du PC s'érode, mais reste fort dans le département avec encore 21,18 % pour les listes communistes lors du premier tour des élections cantonales de 1992. Le PC se maintient ainsi comme la première force politique d'un département qui penche clairement à gauche. Michel Germa est remplacé par le communiste Christian Favier le 23 mars 2001. En 2021 la droite remporte de nouveau le conseil départemental avec à sa tête Olivier Capitanio.
Toutefois il est important de noter que, jusqu'aux lois de décentralisation de 1982 au moins, le vrai pilote du département, dans ce contexte de régionalisation, est le préfet : Paul Camous, préfet délégué du Val-de-Marne (1964-1967), puis Lucien Lanier, préfet du Val-de-Marne (1967-1974), et les préfets qui leur succéderont.

## Géographie

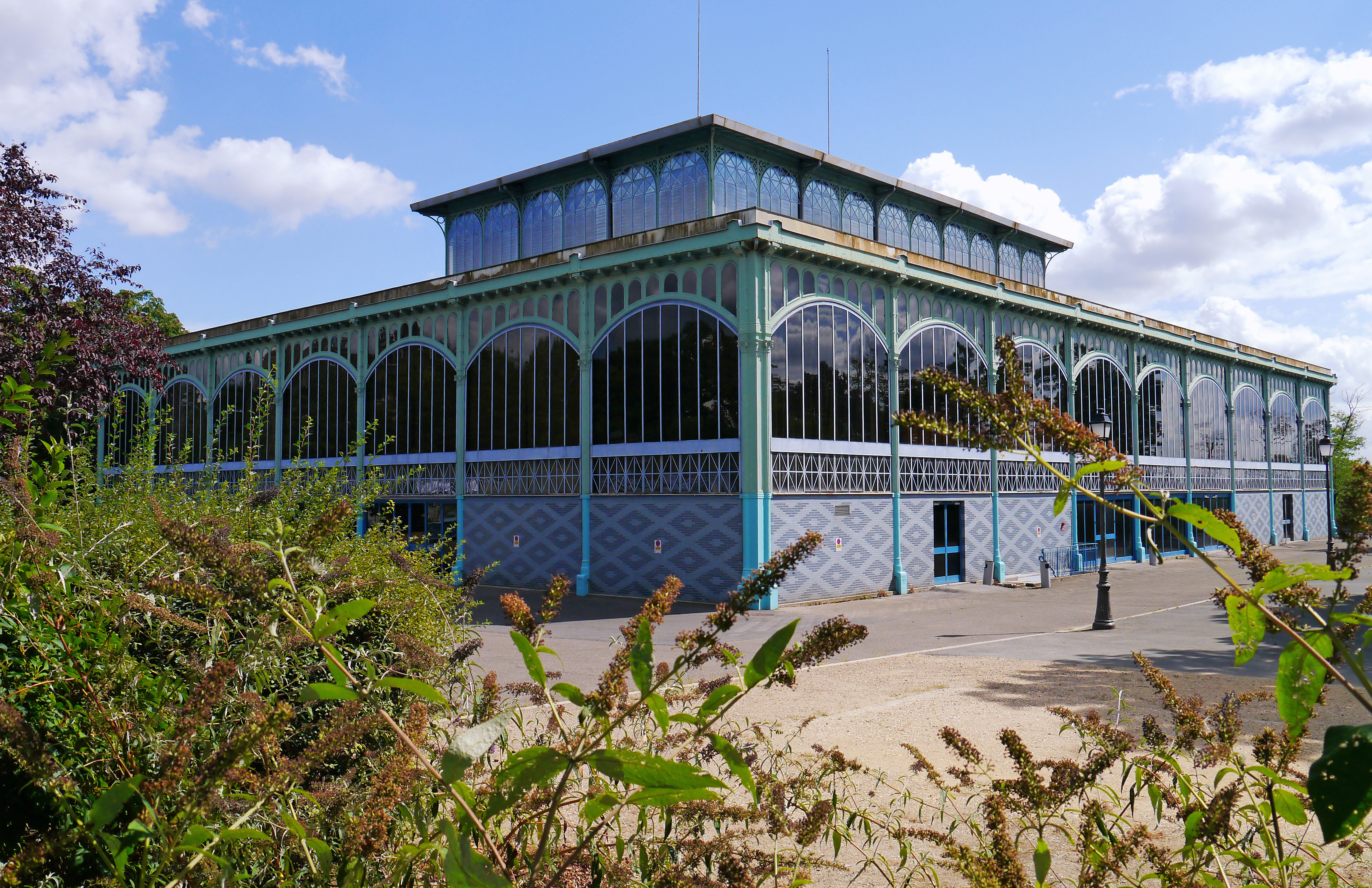
Le pavillon Baltard à Nogent-sur-Marne.

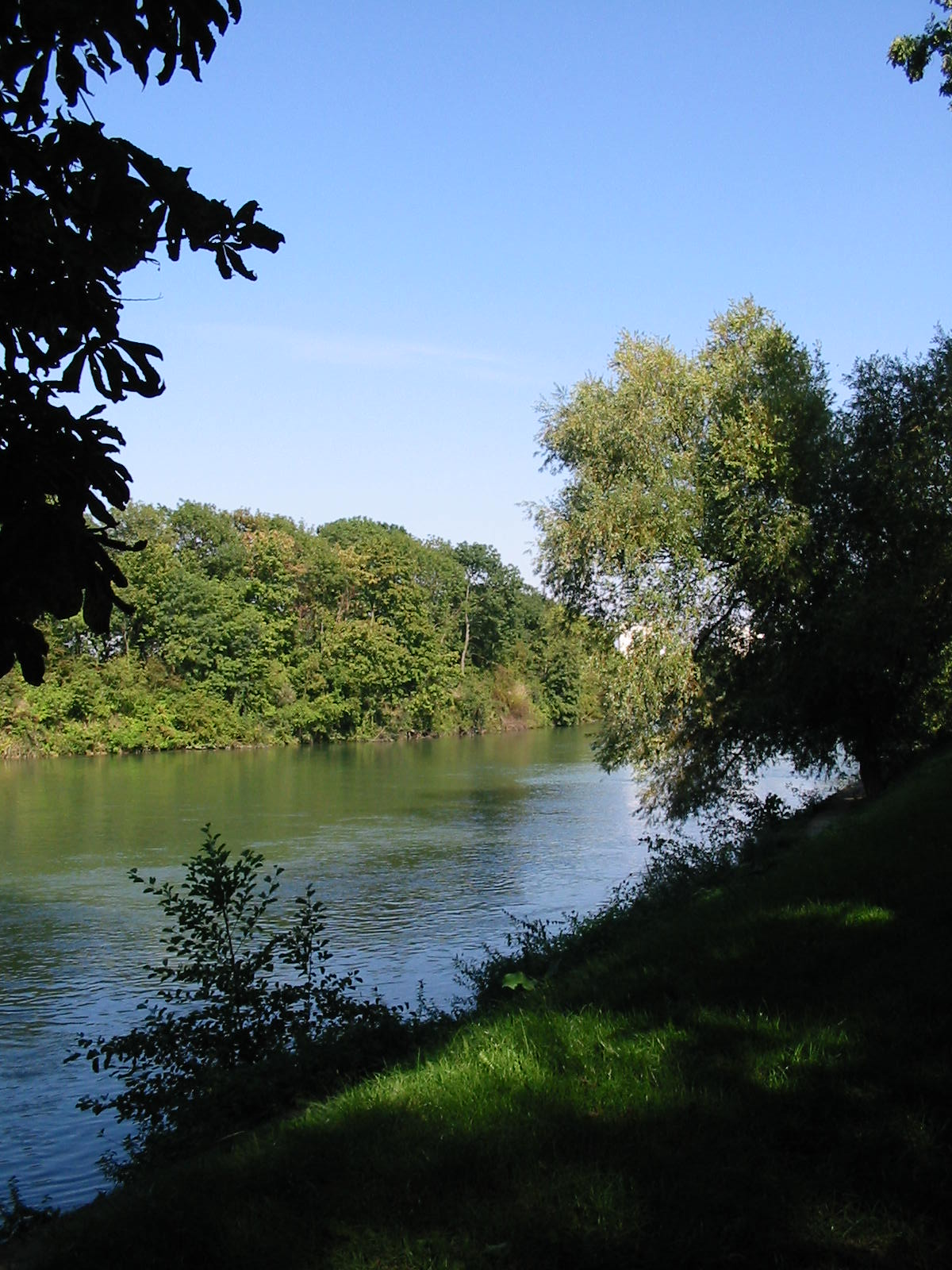
Les bords de Marne.

Le territoire du Val-de-Marne est situé dans la partie nord de la France. C'est une plaine alluviale où se situe la confluence du fleuve Seine et de la rivière Marne entre Charenton-le-Pont et Alfortville. Outre la Seine et la Marne, la Bièvre, le Réveillon et le Morbras coulent également sur ce territoire. L'altitude moyenne est de 50 mètres, avec environ 30 mètres au niveau de Paris et 126 mètres au niveau du plateau de Villejuif.
Ce département de la banlieue parisienne est très urbanisé, mais conserve quelques rares espaces agricoles au sud-est, sur le versant du plateau de la Brie. En 2013, la densité de population culmine à 26 018 hab./km2 à Vincennes et 23 398 hab./km2 à Saint-Mandé contre seulement 1 047 hab./km2 à Noiseau, 895 hab./km2 à Périgny et 367 hab./km2 à Santeny.
Une revue géographique (Images du Val-de-Marne) a été consacrée à l'étude de ce département pendant les années 1970 : ont été abordés de nombreux sujets touchant à la locale et départementale, au milieu naturel, à l'agriculture, à l'urbanisme, à l'industrie, à l'histoire, aux services (transports, informatique, téléinformatique).

## Climat
Le climat du Val-de-Marne est un climat océanique dégradé avec des nuances semi-continentales. Les températures moyennes sont presque toujours supérieures à 3 °C l'hiver et inférieures à 30 °C l'été. Cette douceur des températures est un caractère océanique. Le Val-de-Marne reçoit moins de 650 mm d'eau par an en moyenne. Les pluies tombent en automne et les maxima se situent en été sous forme d'orages. La neige est rare : moins de 11 jours par an en moyenne. La forte urbanisation influe sur le climat en réchauffant les températures, et la pollution atmosphérique est cause d'une perte de 15 à 20 % du rayonnement solaire global.
Parmi les derniers épisodes météorologiques qui touchèrent le département, citons la tempête de 1999 avec des pointes de 173 km/h à Orly vers 6 heures du matin le 26 décembre 1999 et la canicule de 2003 avec une surmortalité de 171 % en août 2003, soit le plus haut taux en France[réf. souhaitée].

## Démographie
Les habitants du Val-de-Marne sont les Val-de-Marnais.

En 2022, le département comptait 1 419 531 habitants, en évolution de +3 % par rapport à 2016 (France hors Mayotte : +2,11 %).
| 1881    | 1886    | 1891    | 1896    | 1901    | 1906    | 1911    | 1921    | 1926    |
| ------- | ------- | ------- | ------- | ------- | ------- | ------- | ------- | ------- |
| 161 607 | 194 926 | 213 706 | 246 351 | 288 879 | 330 308 | 386 073 | 462 200 | 559 870 |

| 1931    | 1936    | 1946    | 1954    | 1962    | 1968      | 1975      | 1982      | 1990      |
| ------- | ------- | ------- | ------- | ------- | --------- | --------- | --------- | --------- |
| 657 322 | 685 295 | 672 024 | 767 529 | 967 200 | 1 121 319 | 1 215 713 | 1 193 655 | 1 215 538 |

| 1999      | 2006      | 2011      | 2016      | 2021      | 2022      | - | - | - |
| --------- | --------- | --------- | --------- | --------- | --------- | - | - | - |
| 1 227 250 | 1 298 340 | 1 333 702 | 1 378 151 | 1 415 367 | 1 419 531 | - | - | - |

En 2013, 25,7 % de la population avait moins de 20 ans, 55,8 % avaient de 20 à 59 ans et 13,8 % avaient 65 ans ou plus. Avec 64 944 immigrés en provenance de l'Union européenne et 205 498 immigrés venus d'un pays hors Union européenne, le Val-de-Marne compte 20,0 % de population immigrée en 2013.

### Communes les plus peuplées
| Nom                      | Code Insee | Intercommunalité         | Superficie (km2) | Population (dernière pop. légale) | Densité (hab./km2) | Modifier                                    |
| ------------------------ | ---------- | ------------------------ | ---------------- | --------------------------------- | ------------------ | ------------------------------------------- |
| Vitry-sur-Seine          | 94081      | Métropole du Grand Paris | 11,67            | 95 282 (2022)                     | 8 165              | modifier les données · modifier les données |
| Créteil                  | 94028      | Métropole du Grand Paris | 11,46            | 92 859 (2022)                     | 8 103              | modifier les données · modifier les données |
| Champigny-sur-Marne      | 94017      | Métropole du Grand Paris | 11,30            | 78 367 (2022)                     | 6 935              | modifier les données · modifier les données |
| Saint-Maur-des-Fossés    | 94068      | Métropole du Grand Paris | 11,25            | 76 010 (2022)                     | 6 756              | modifier les données · modifier les données |
| Ivry-sur-Seine           | 94041      | Métropole du Grand Paris | 6,10             | 64 526 (2022)                     | 10 578             | modifier les données · modifier les données |
| Villejuif                | 94076      | Métropole du Grand Paris | 5,34             | 58 142 (2022)                     | 10 888             | modifier les données · modifier les données |
| Maisons-Alfort           | 94046      | Métropole du Grand Paris | 5,35             | 57 422 (2022)                     | 10 733             | modifier les données · modifier les données |
| Fontenay-sous-Bois       | 94033      | Métropole du Grand Paris | 5,58             | 52 646 (2022)                     | 9 435              | modifier les données · modifier les données |
| Vincennes                | 94080      | Métropole du Grand Paris | 1,91             | 48 368 (2022)                     | 25 324             | modifier les données · modifier les données |
| Choisy-le-Roi            | 94022      | Métropole du Grand Paris | 5,43             | 46 122 (2022)                     | 8 494              | modifier les données · modifier les données |
| Alfortville              | 94002      | Métropole du Grand Paris | 3,67             | 45 569 (2022)                     | 12 417             | modifier les données · modifier les données |
| Villeneuve-Saint-Georges | 94078      | Métropole du Grand Paris | 8,75             | 36 170 (2022)                     | 4 134              | modifier les données · modifier les données |
| Le Perreux-sur-Marne     | 94058      | Métropole du Grand Paris | 3,96             | 34 654 (2022)                     | 8 751              | modifier les données · modifier les données |
| Nogent-sur-Marne         | 94052      | Métropole du Grand Paris | 2,80             | 32 998 (2022)                     | 11 785             | modifier les données · modifier les données |
| Villiers-sur-Marne       | 94079      | Métropole du Grand Paris | 4,33             | 32 547 (2022)                     | 7 517              | modifier les données · modifier les données |

## Transports

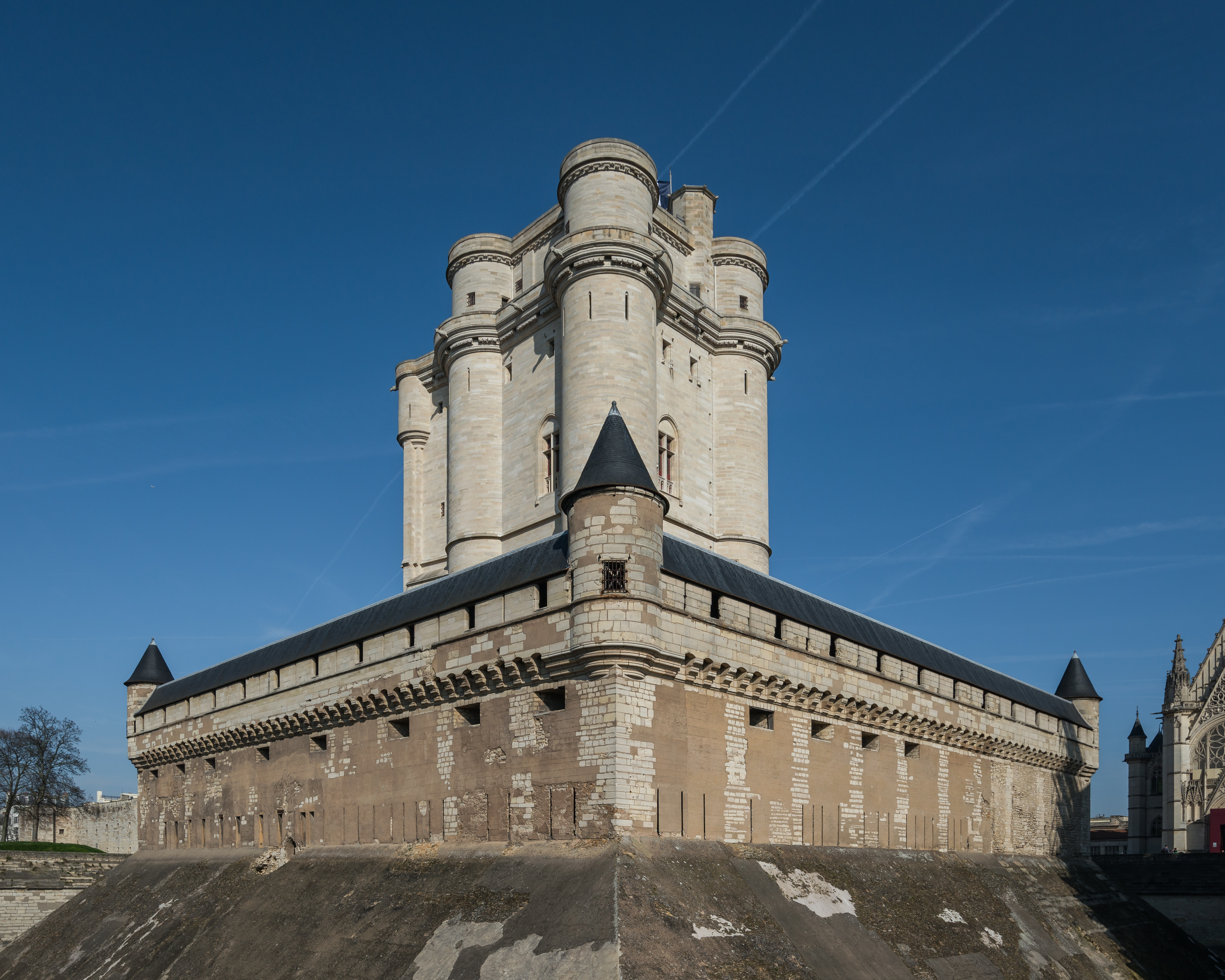
Le donjon du château de Vincennes

Historiquement, à sa création en 1964, le Val-de-Marne était très clivé. Les communes de l'ancien département de la Seine étaient beaucoup mieux équipées que les communes de l'ancien département de Seine-et-Oise. En dépit d'une volonté de résoudre ce déséquilibre, cette ligne de fracture existe toujours, et les équipements de transport en sont caractéristiques.

### Par autobus
Concernant les autobus par exemple, deux types de transporteurs traversent le département du Val-de-Marne : la RATP traversait les communes de l'ancien département de la Seine, tandis que des réseaux privés (comme le réseau de bus Marne et Seine par exemple) traversaient les communes de l'ancienne Seine-et-Oise. Les élus du Val-de-Marne, qui s'efforcent d'effacer ce clivage, se sont heurtés aux pouvoirs publics et à l'État. Un compromis a été trouvé dans les années 1980 : le TVM, le Trans-Val-de-Marne, inscrit au schéma directeur de la région parisienne. Cette ligne de bus exploitée par la RATP permet de rejoindre les différentes gares RER et zones d'activité et d'emploi du département. Mais le TVM confirme la ligne de fracture, puisqu'il traverse essentiellement les villes de l'ancienne Seine-et-Oise qui connaissent une expansion démographique importante, mais qui ne bénéficient pas d'un réseau de transport en commun adéquat, notamment les villes de Villeneuve-Saint-Georges, de Valenton, de Limeil-Brévannes ou de Sucy-en-Brie.

### Par rail

#### Transport marchandises
Dans le département du Val-de-Marne, où le trafic de marchandises est le plus important de la petite couronne, un enjeu particulier concerne la gare ferroviaire de triage de Villeneuve-Saint-Georges. La politique de la SNCF depuis le début des années 2000 vise à une reconfiguration du secteur fret et remet en cause l'activité de triage de Villeneuve. Or la gare de triage de Villeneuve-Saint-Georges occupe une place symbolique et stratégique dans le paysage val-de-marnais. Cette menace pesant sur l'activité liée au trafic ferroviaire de marchandises sonne comme un désaveu pour l’État et le conseil général qui ont pris des engagements en faveur des transports alternatifs, moins polluants que le transport routier.
Dans le département, 90 % des transports de marchandises s’effectuent par la route contre moins de 10 % par voie d’eau et voie ferrée. Cette disproportion est d’autant plus étonnante que d’autres équipements ferroviaires traversent le Val-de-Marne : le chantier combiné de Valenton, les installations ferroviaires de Rungis ou celles du port de Bonneuil. Intégré en 2007 dans le périmètre de l’opération d’intérêt national (OIN) Orly-Rungis-Seine-Amont (Orsa).
Mais en avril 2010, le gouvernement et la direction de la SNCF ont annoncé la fermeture d’une partie de l’activité du site de Villeneuve-Saint-Georges, enclenchant aussitôt, la mobilisation autour d’un collectif « pour la sauvegarde et le développement du triage », Présidé par le conseiller général (PCF) du canton de Valenton-Villeneuve-Saint-Georges chargé des transports et des déplacements, et regroupant des syndicats (CGT, CFDT, SUD Rail), des associations de défense de l’environnement (réseau Action Climat, WWF, etc.), des partis et des cheminots. Leur action commune est à la croisée de deux enjeux : la défense de l’emploi et la défense de l’environnement. Elle affiche un impératif politique : la transition écologique de l’économie.

#### Transports en commun
- Lignes de métro desservant le département :
  - Ligne   (3 stations), communes de Saint-Mandé et de Vincennes
  - Ligne   (6 stations), communes d'Ivry-sur-Seine (branche d'Ivry), du Kremlin-Bicêtre et de Villejuif (branche de Villejuif)
  - Ligne   (9 stations), communes de Charenton-le-Pont, de Maisons-Alfort et de Créteil
  - Ligne   (5 stations), communes du Kremlin-Bicêtre, de Gentilly, de Villejuif, de Chevilly-Larue, de L'Haÿ-les-Roses, de Thiais, de Rungis et d'Orly
- Lignes de RER desservant le département :
  - Ligne  , communes de Vincennes, de Fontenay-sous-Bois, de Nogent-sur-Marne, de Joinville-le-Pont, de Saint-Maur-des-Fossés, de Sucy-en-Brie, de Boissy-Saint-Léger et de Bry-sur-Marne
  - Ligne  , communes de Gentilly, d'Arcueil et de Cachan
  - Ligne  , communes d'Ivry-sur-Seine, de Vitry-sur-Seine, de Choisy-le-Roi, de Villeneuve-le-Roi, d'Ablon-sur-Seine, d'Orly, de Thiais et de Rungis
  - Ligne  , communes d'Alfortville, de Maisons-Alfort, de Créteil et de Villeneuve-Saint-Georges
  - Ligne  , communes de Fontenay-sous-Bois, de Nogent-sur-Marne, du Perreux-sur-Marne, de Villiers-sur-Marne, de Champigny-sur-Marne.
- Lignes de tramway desservant le département :
  - Ligne  , communes de Villejuif, de Chevilly-Larue, de Vitry-sur-Seine, de Thiais, de Rungis et d'Orly
  - Ligne   (18 stations), communes d'Ivry-sur-Seine, de Vitry-sur-Seine, de Thiais, de Choisy-le-Roi et d'Orly

##### Projets de transports
De nombreux projets de transports en commun sont actuellement[Quand ?] en réalisation ou en étude dans le département :
- Une nouvelle gare   et   implantée sur le territoire de Villiers-sur-Marne, Bry-Villiers-Champigny à l'horizon 2030
- Des nouvelles stations de Métropolitain :
  - Prolongement de la ligne   (3 stations), communes de Vincennes et de Fontenay-sous-Bois
  - Prolongement de la ligne   après 2030 (2 stations), commune d'Ivry-sur-Seine
  - Ligne   (12 stations), communes de Bry-sur-Marne, de Villiers-sur-Marne, de Champigny-sur-Marne, de Saint-Maur-des-Fossés, de Créteil, de Maisons-Alfort, d'Alfortville, de Vitry-sur-Seine, de Villejuif, de Arcueil, de Cachan pour la section sud (mise en service en 2026) et de Fontenay-sous-Bois, de Nogent-sur-Marne et du Perreux-sur Marne pour la section est (mise en service vers 2030)
- Un prolongement de la ligne   du tramway (3 stations), commune de Fontenay-sous-Bois.
- Une ligne de téléphérique Téléval Câble 1, sur les communes de Créteil, Valenton, Limeil Brévannes et Villeneuves-St-Georges

### Par route
Outre l'autoroute A106 qui relie l'aéroport Paris-Orly à l'autoroute A6, les autoroutes traversant le département sont l’A4 et l’A86, alors que l’A6 se divise en deux branches : A6A et A6B. Si l’A4 offre une bonne desserte du nord-est du département, l’axe transversal est-ouest est l’A86 tandis que l’axe nord-sud est l’A6.
Des années 1960 à 2018, des réserves foncières sont constituées pour la construction d'une voie de raccordement autoroutière de l'A86 à l'A4 puis le RD 19 sur 15 km entre Villiers-sur-Marne et Sucy-en-Brie nommée VDO (voie de desserte orientale ou parfois A87). En mai 2018, le préfet confirme l'abandon définitif du projet et autorise l'urbanisation des 130 hectares précédemment gelés.
Le Val-de-Marne possède deux lignes de Bus à haut niveau de service en site propre :
- Ligne  RATP Tvm, communes de Saint-Maur-des-Fossés, Créteil, Choisy-le-Roi, Thiais, Chevilly-Larue et Fresnes, ouverte en 1993
- Ligne  RATP 393, communes de Sucy-en-Brie, Bonneuil-sur-Marne, Créteil, Valenton, Choisy-le-Roi, Thiais, ouverte en 2011

Deux autres lignes BHNS sont en projet :
- Altival, reliant les communes de Noisy-le-Grand et Ormesson-sur-Marne ;
- Bus Bords de Marne, commune de Le Perreux-sur-Marne.

La ligne Est-Tvm, commune de Créteil, Joinville-le-Pont, Saint-Maur-des-Fossés, Champigny-sur-Marne, Bry-sur-Marne, est annulée en novembre 2024.

### Par voies navigables
La Seine et la Marne qui traversent le département permettent les transports des pondéreux par péniches.

### Par air
Ouvert au public depuis 1947, l’aéroport Paris-Orly est la deuxième plate-forme aéroportuaire de France, après l'aéroport Paris-Charles-de-Gaulle, avec plus de 210 000 mouvements par an, après avoir été la première de 1950 au milieu des années 1980.
L'aéroport est relié par la route et le rail, notamment à Paris. En ce qui concerne les transports en commun, on citera Orlybus, Orlyval, le Noctilien, la ligne 14 du métro et le tramway T7. La nationale 7 passe sous l’aérogare d’Orly Sud inaugurée en 1961. L'autoroute A106 relie l'aéroport à l'autoroute A6.

## Économie

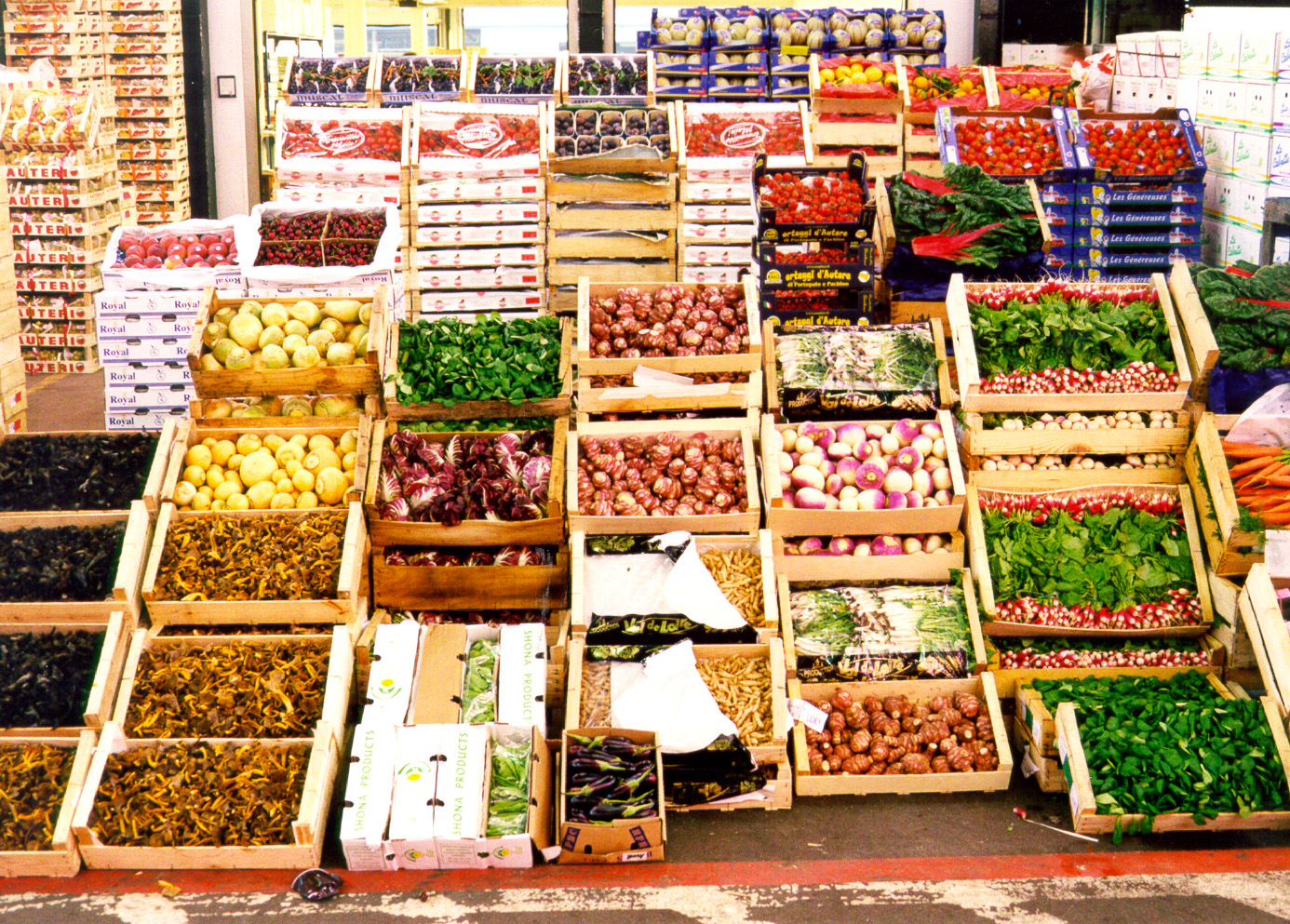
Marchandises au marché d'intérêt national de Rungis.

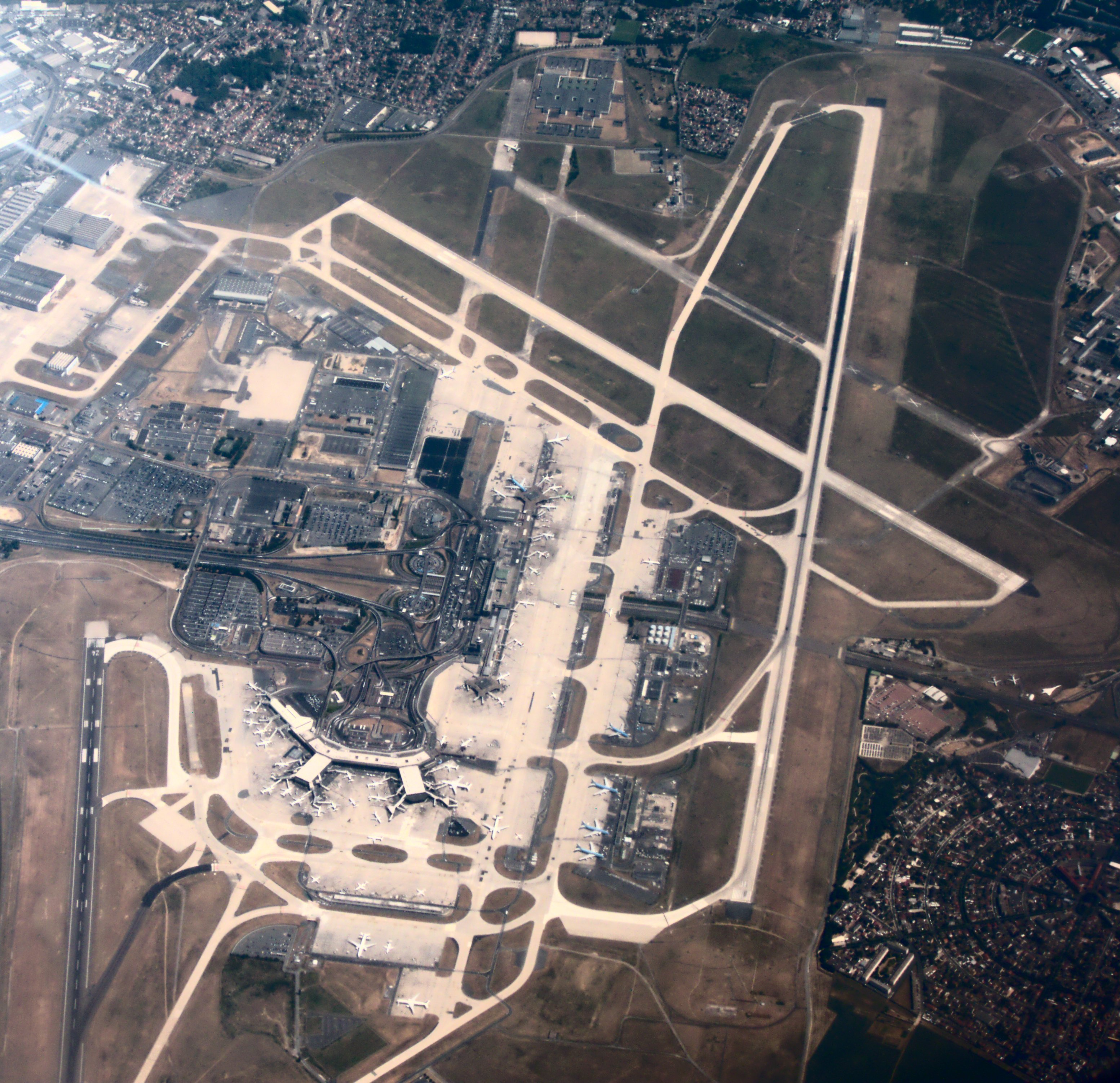
Vue aérienne de l'aéroport d'Orly.

Les activités économiques se situent essentiellement dans le pôle Orly-Rungis. Les secteurs d'activité se sont spécialisés autour du cinéma et de la santé avec la concentration de centres hospitaliers et de recherches de renom (le CHU Henri-Mondor de Créteil ou l'Institut Gustave-Roussy de Villejuif, notamment. Le Val-de-Marne est le second au niveau national, après Paris, en matière de médecine clinique). Le chômage affecte en 2004 11,5 % de la population du département avec de fortes disparités d'une commune à l'autre pour atteindre 16 à 19 % à Valenton, Ivry-sur-Seine, Vitry-sur-Seine et Orly. Le pôle d'Orly est pourtant le deuxième plus important bassin d'emplois en Île-de-France avec 60 000 emplois. Ce site a toutefois perdu plus de 16 000 emplois industriels entre 1994 et 1997. Ce mouvement de désindustrialisation s'est accompagné d'une importante montée du secteur tertiaire. La mise en sommeil du projet de troisième aéroport parisien relance le site d'Orly avec un projet de construction d'un troisième aérogare. La logistique constitue l'un des points forts du département grâce à de bonnes infrastructures de transports variés aux portes de Paris : air, route, rail et fluvial. Le Marché international de Rungis profite à plein de ces possibilités.
Dans la vallée de la Bièvre, un secteur est occupé par les hautes technologies. Sur les 27 communes de cette vallée, dix se trouvent en Val-de-Marne.
Autre activité importante, mais qui s'appuie cette fois sur une longue tradition plus que centenaire : le cinéma. Les boucles de la Marne sont particulièrement concernées par cette activité, perpétuant ainsi la mémoire des studios de Saint-Maurice et de Joinville. Le Val-de-Marne est classé 4e sur 101 département français en matière de salaire, avec une moyenne de 2 944 € (2015).

## Tourisme

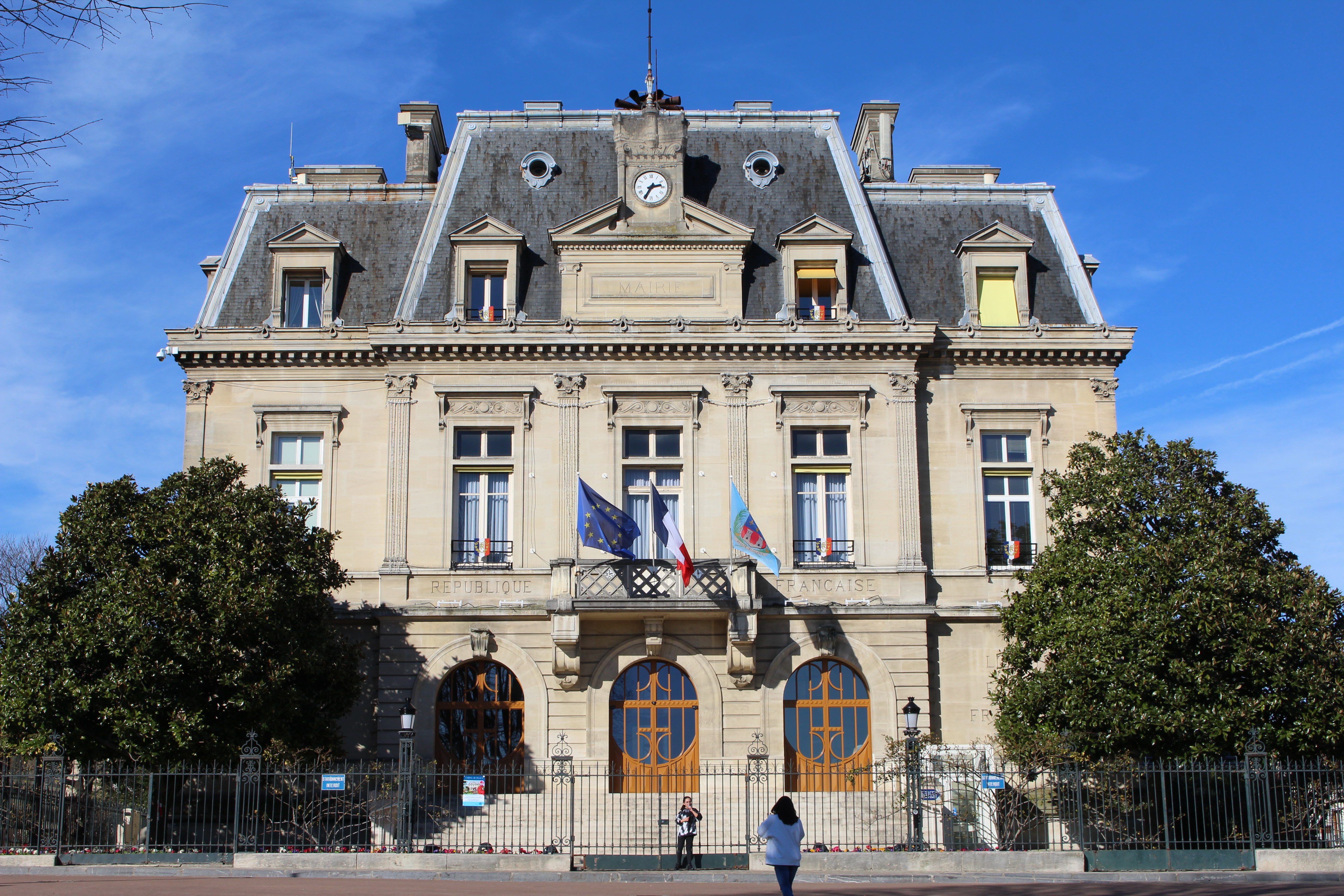
Mairie de Nogent-sur-Marne.

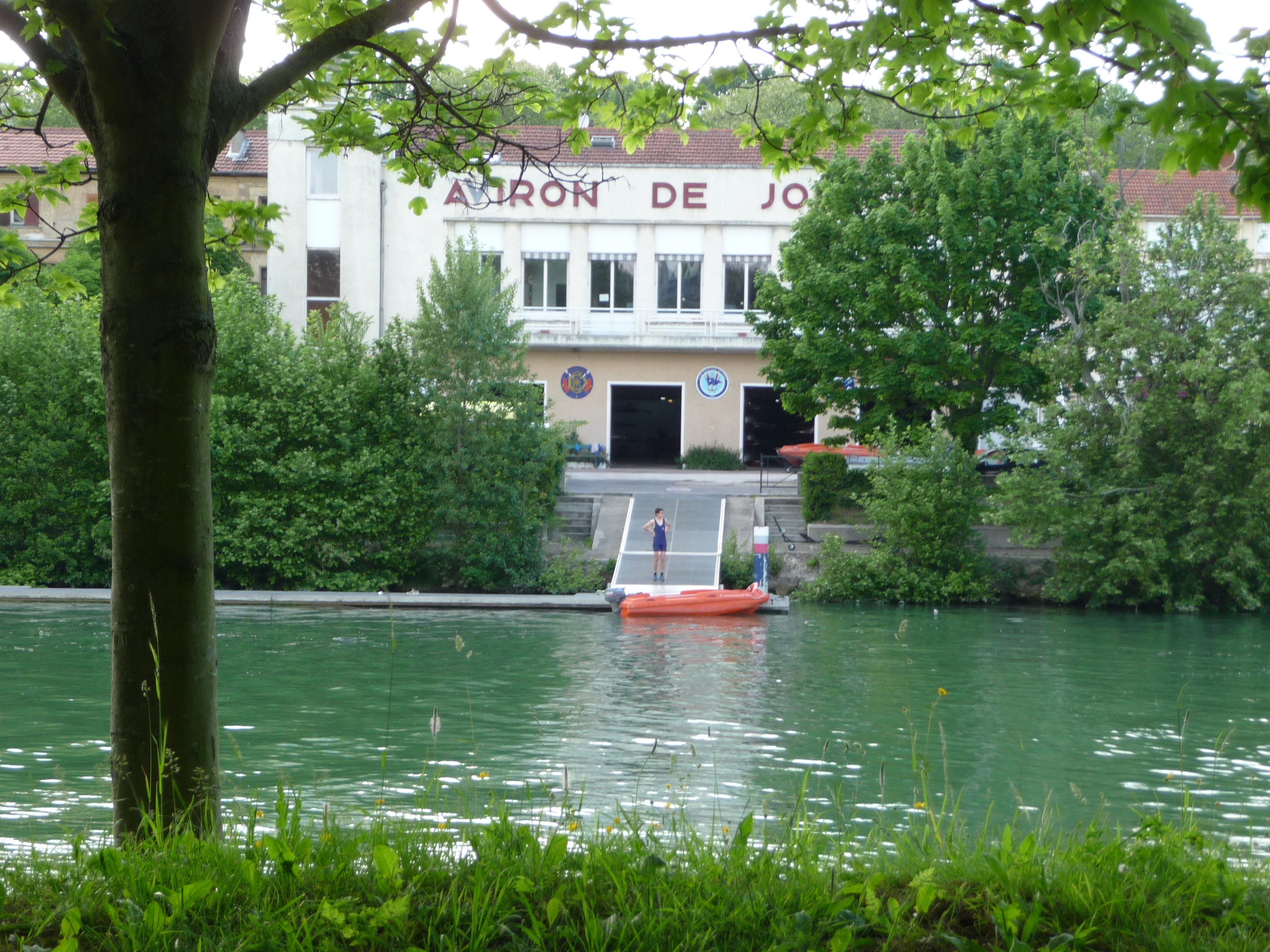
Bords de Marne à Joinville-le-Pont.

### Patrimoine culturel
Les bords de Marne avec ses guinguettes et ses îles constituent un site remarquable, connu de longue date par les touristes en quête de dépaysement. Nombre de chansons populaires ont jadis vanté les qualités de ces lieux : Quand on s’promène au bord de l’eau chanté par Jean Gabin en 1936, Ah ! le petit vin blanc écrite en 1943 par Jean Dréjac et qui fut un grand succès juste après la guerre ou À Joinville-le-Pont chanté par Bourvil en 1953, notamment, mais aussi des films comme Nogent, Eldorado du dimanche de Marcel Carné (1929) ou La Belle Équipe de Julien Duvivier (1936).
Le musée d'art contemporain du Val-de-Marne (ou Mac/Val) propose dans le centre-ville de Vitry-sur-Seine un espace consacré à l'art contemporain en France depuis 1950 sur 10 000 m2. Le Mac/Val fut inauguré en novembre 2005. Un second espace consacré à l'art contemporain a été inauguré en septembre 2014 à Alfortville : le centre d'art contemporain La Traverse.
Le lac de Créteil est un plan d'eau d'environ 40 hectares qui permet la pratique de la voile, notamment. Ce lac urbain est également un site naturel important aménagé pour faciliter le passage des migrations d'oiseaux. Le Val-de-Marne est également une terre de châteaux. Citons ici le château de Vincennes et le château de Grosbois.
Le département abrite également de petites perles comme la toute première roseraie du monde : la roseraie du Val-de-Marne, créée par Jules Gravereaux (1844-1916) en 1894.
Le plan d'eau le plus étendu est le lac de Créteil qui couvre environ 40 hectares.
Le parc hôtelier du Val-de-Marne comptait en 2003 170 chambres en quatre étoiles, 2784 chambres en trois étoiles, 3635 chambres en deux étoiles et 1651 chambres de moins de deux étoiles. Au total, 8240 chambres soit une augmentation de 56 % entre 1990 et 2003.

### Patrimoine architectural
- Maisons anciennes du début du XXe siècle de style « néo- » : néonormand, néogothique, néorenaissance, néo-Louis XIII, néomauresque. Elles inaugurent l'Art nouveau.
- Les meulières sont des constructions typiques de la banlieue de Paris. Les plus belles, de style Art nouveau, sont construites pour les riches parisiens qui souhaitaient se détendre dans la campagne autour de Paris. Certaines de ces maisons se distinguent par des décorations en fer forgé (verrières, portes, fenêtres...) en briques et en céramiques et constituent de véritables curiosités architecturales qui se découvrent au cours de promenades notamment dans les rues des anciennes communes du Val-de-Marne.

### Patrimoine naturel
Le territoire du Val-de-Marne est très urbanisé, néanmoins, il conserve des espaces verts très variés. Avec une superficie de 245 km2, le département conserve 2 600 hectares d'espaces verts et naturels, soit 22 m2 par habitant. Le Département du Val-de-Marne est propriétaire d'une vingtaine de ces espaces naturels, dont la gestion est assurée par le Conseil général du Val-de-Marne. Parmi ces espaces naturels, on retrouve les parcs départementaux, les jardins (notamment la Roseraie du Val-de-Marne), les espaces naturels sensibles et les coulées vertes.

## Éducation

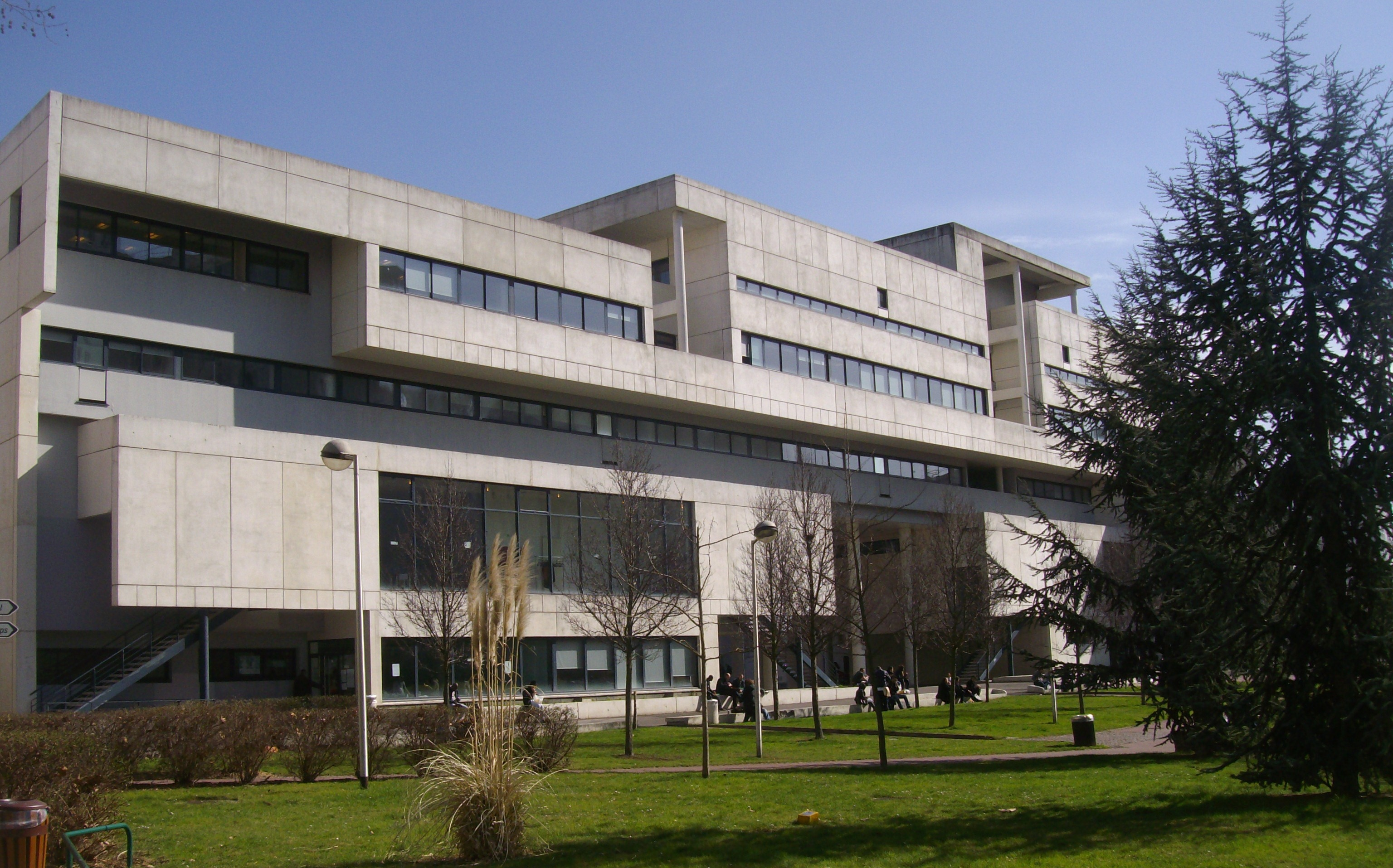
Université Paris XII Val-de-Marne.

En 2005-2006, le département compte 771 établissements publics (325 écoles maternelles, 294 écoles primaires, 102 collèges, 48 lycées et 2 écoles régionales d'enseignement adapté) et 94 établissements privés (47 écoles et 47 établissements du second degré). En septembre 2005, l'inspection académique du Val-de-Marne scolarise 252 757 élèves.
Le département compte également un pôle universitaire : l'université Paris XII Val-de-Marne, localisée à Créteil. L'université cristolienne est inaugurée en 1970, avec l'arrivée des premiers étudiants de Lettres le 15 novembre 1970 à la suite de la création par arrêté du 21 mars 1970 après la division de l’Université de Paris et la Loi Faure. C'est un centre multidisciplinaire. La médecine est enseignée au sein du CHU Henri-Mondor inauguré en 1969. Depuis 1972, Institut d'urbanisme de Paris se trouve à Créteil au sein de l'université Paris XII. Saint-Maur-des-Fossés accueillait les étudiants en économie et en droit, mais ces derniers ont rejoint Créteil après la construction de nouveaux locaux universitaires dans la ville chef-lieu. Paris XII adopte le nom d'Université Paris-Est Créteil Val-de-Marne (UPEC) à partir du 1er janvier 2010.
Concernant la petite enfance, le département a impulsé dès sa création une politique publique de développement des crèches, qui marque une spécificité du Val-de-Marne. Le parti pris a en effet été de continuer, en 1967, la politique départementale impulsée par l'ancien département de la Seine (mais à la base les crèches se gèrent au niveau municipal). Le choix a été fait d'en construire de nouvelles, aussi bien sur les communes de l'ancien département de la Seine, que sur les communes de l'ancienne Seine-et-Oise, avec un consensus pour résoudre le problème des déséquilibres entre ces deux territoires du département.

## Administration

Préfecture du Val-de-Marne.

Le Val-de-Marne compte 47 communes réparties dans trois arrondissements : Créteil, L'Haÿ-les-Roses et Nogent-sur-Marne. La préfecture est située à Créteil.
Le département est découpé en 25 cantons.
- Liste des préfets du Val-de-Marne
- Liste des cantons du Val-de-Marne
- Liste des communes du Val-de-Marne
- Historique des communes du Val-de-Marne
- Liste des intercommunalités du Val-de-Marne

## Politique
- Liste des députés du Val-de-Marne
- Liste des sénateurs du Val-de-Marne
- Conseil départemental du Val-de-Marne
- Liste des conseillers généraux du Val-de-Marne

Le journal Le Monde relève qu'« « avec leurs taux inégalés de logements sociaux, leur théâtre et cinéma municipal, leurs colonies de vacances et leur solidarité internationale affichée, les municipalités du Val-de-Marne ont été le cœur du " communisme municipal " ».

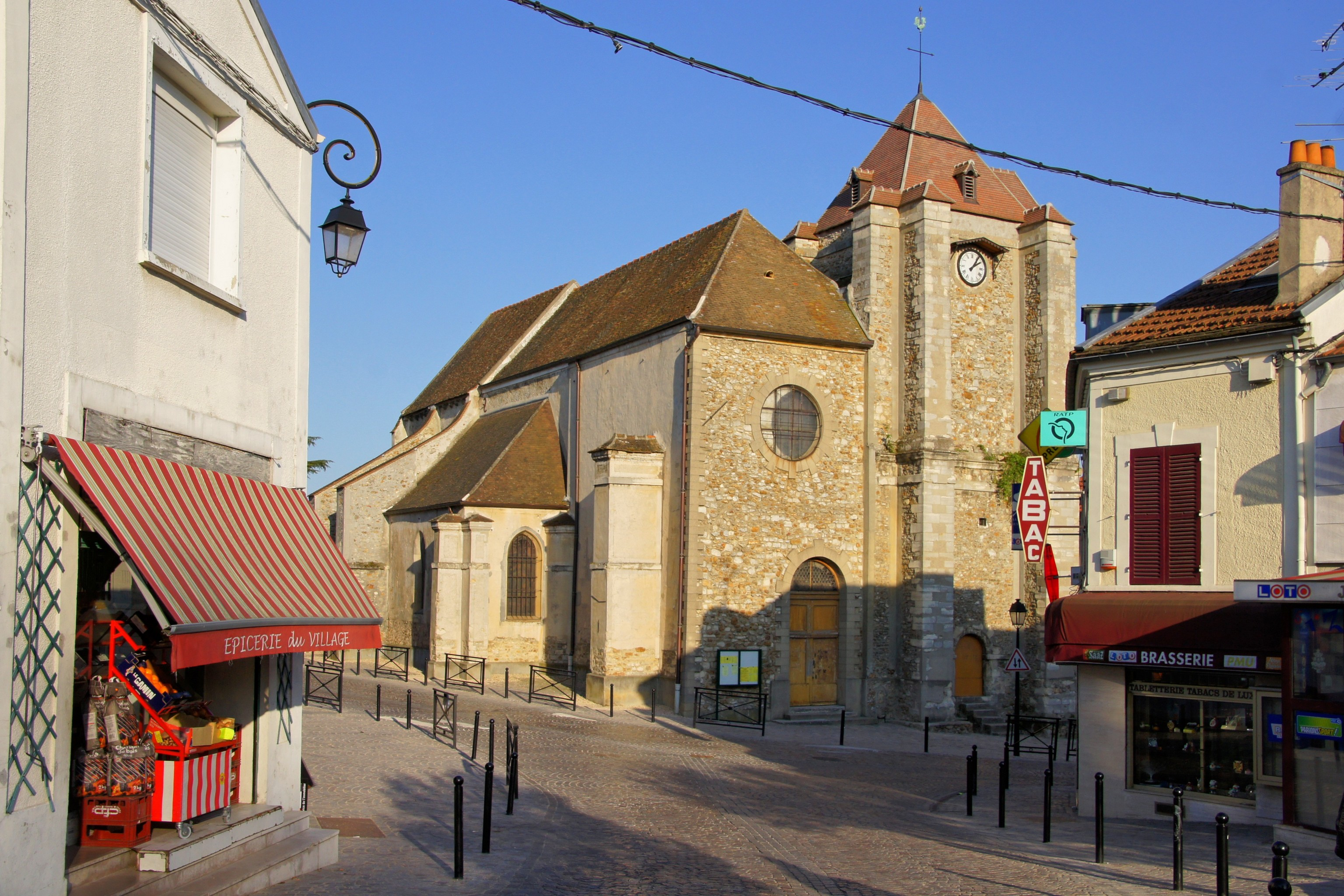
Est du Val-de-Marne, les villages briards : ici La Queue-en-Brie.

### Liste des présidents du conseil général
| Période                            | Période                      | Identité                     | Étiquette                    | Étiquette                    |
| Président du conseil général       | Président du conseil général | Président du conseil général | Président du conseil général | Président du conseil général |
| ---------------------------------- | ---------------------------- | ---------------------------- | ---------------------------- | ---------------------------- |
| 1968                               | 1970                         | Gaston Viens                 |                              | PCF                          |
| 1970                               | 1976                         | Roland Nungesser             |                              | UDR                          |
| 1976                               | 2001                         | Michel Germa                 |                              | PCF                          |
| 2001                               | 2015                         | Christian Favier             |                              | PCF                          |
| Président du conseil départemental |                              |                              |                              |                              |
| 2015                               | 2021                         | Christian Favier             |                              | PCF                          |
| 2021                               | en cours                     | Olivier Capitanio            |                              | LR                           |